# Odynerus camurus
Odynerus camurus är en stekelart som beskrevs av Giordani Soika. Odynerus camurus ingår i släktet lergetingar, och familjen Eumenidae. Inga underarter finns listade i Catalogue of Life.